# Bisbat de Nardò-Gallipoli
El bisbat de Nardò-Gallipoli —diocesi di Nardò-Gallipoli (italià); Dioecesis Neritonensis-Gallipolitana (llatí)— és un bisbat de l'Església catòlica, sufragània de l'arquebisbat de Lecce, que pertany a la regió eclesiàstica Pulla. El 2013 tenia 210.417 batejats d'un total 211.352 habitants. Actualment està regida pel bisbe Fernando Filograna.

## Territori

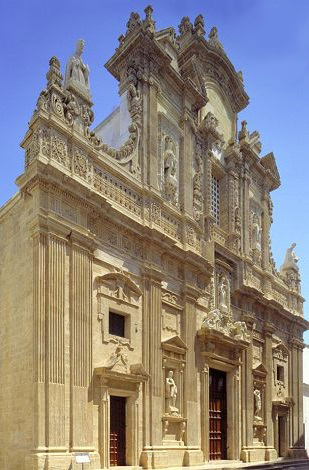
La Basílica cocatedral de Sant'Agata a Gallipoli

La diòcesi comprèn la part occidental del Salento.
La seu episcopal és la ciutat de Nardò, on es troba la basílica catedral de Santa Maria Assunta. A Gallipoli es troba la basílica cocatedral de Sant'Agata.
El territori està dividit en 66 parròquies, agrupades en 6 zones pastorals:
- "Beata Vergine Maria della Coltura", comprèn les parròquies dels municipis de: Casarano, Matino, Parabita i Tuglie;
- "Sant'Agata", comprèn les parròquies dels municipis de: Alezio, Gallipoli i Sannicola amb la fracció de Chiesanuova, Lido Conchiglie i San Simone (aquesta jurisdicció respecta quasi exactament els límits de la vella diòcesi de Gallipoli; el territori del comú de Tuglie estava dividit, de fet, amb la diòcesi de Nardò);
- "Santa Maria, Madre della Chiesa", comprèn les parròquies dels municipis de: Alliste amb la part de Capilungo e Felline, Melissano, Racale i Taviano;
- "San Giuseppe da Copertino", comprèn les parròquies dels municipis de: Copertino i Porto Cesareo amb els llogarets de Boncore, Pittuini i Torre Lapillo;
- "San Gregorio Armeno", comprèn les parròquies dels municipis de: Nardò i parts;
- "Santissimo Crocifisso", comprèn les parròquies dels municipis de Aradeo, Galatone, Neviano i Seclì.

## Santuaris
A la diòcesi hi ha els següents santuaris:
- Santa Maria dell'Alizza, Alezio;
- San Giuseppe da copertino, Copertino;
- Santa Maria della Grottella,[2] Copertino;
- Santa Maria della Grazia,[3] Galatone;
- Santissimo Crocifisso, Galatone;[4]
- Santuari de Santa Maria del Canneto, Gallipoli;
- Beata Vergine Maria Addolorata, Matino;[5]
- Madonna dell'Alto,[6] Porto Selvaggio, Nardò;
- Basílica santuari de la Madonna della Coltura, Parabita;
- Beata Vergine Maria Addolorata,[7] Taviano;
- Madonna del Montegrappa, Tuglie.

### Estructures formatives i residencials

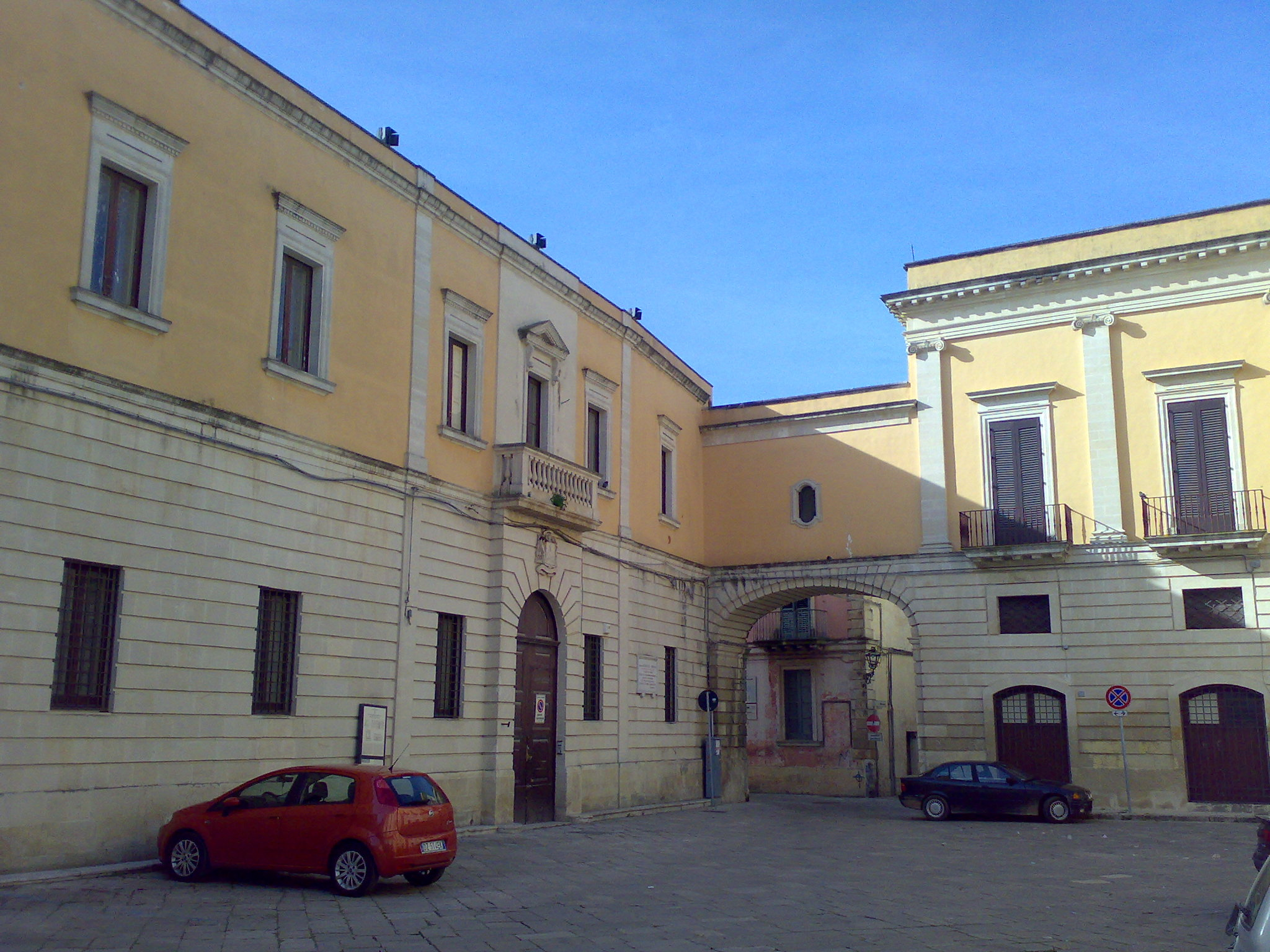
Palau de l'antic Seminari, Nardò

- Palau episcopal (Episcopi) - Gallipoli;

El Palau episcopal del Bisbe es troba al costat de la catedral de Gallipoli. El bisbe Massa en 1652 va fer demolir l'estructura existent que es trobava en estat ruïnós i, en 1700, el bisbe Oronzo Filomarini l'embelló amb mobles fins, pintures i frescos pintats per l'artista gal·lipolí Michele Lenti. L'edifici és gran, bonic i disposat en tres grans plantes amb un jardí i una capella privada pel bisbe. Amb els anys l'han visitat reis i personalitats de la vida política i religiosa. Cal esmentar la visita realitzada en 1844 per rei Ferran II i la seva esposa Maria Teresa d'Àustria. En el passat ha acollit diverses institucions educatives, incloent-hi l'actual Liceo Quinto Ennio.
- Seminari diocesà - Gallipoli;

L'edifici, ara el Museu Diocesà de Gallipoli s'utilitza per a exposicions, conferències i reunions.
- Casa de vacances i campaments escolars "La Lizza" - Alezio;

L'estructura, recentment reformada, al costat del santuari marià de Santa Maria della Lizza, està dissenyada per satisfer les vacances espirituals o culturals i campaments escolars.
- Complex formatiu residencial "Oasi Tabor" - Cenate;

L'obra, es va fer sota l'episcopat de Corrado Ursi, contigu a l'antiga residència d'estiu dels bisbes de Nardò, es va fer per a la formació del clergat i dels fidels.
En els últims anys, després de la reestructuració, l'estructura va ser també utilitzada com a casa de vacances o un lloc per a esdeveniments culturals.
- Seminari diocesà - Nardò;

L'edifici s'utilitza, en alguns períodes de l'any, per als escolars campaments, recessos o conferències
- Llar de vacances "Elvira" - Santa Caterina (Nardò)

Residència dissenyat per a grups parroquials per a reunions espirituals o de formació.

## Història

### Diòcesi de Gallipoli
Els orígens de la diòcesi de Gallipoli són incert. La ciutat de Gallipoli va ser decorat des dels primers temps del cristianisme, per la càtedra del bisbe i il·luminada amb la llum de l'Evangeli del "Príncep dels Apòstols": de fet, d'acord amb la tradició i a nombroses fonts històriques, la propagació del cristianisme a Gallipoli s'atribueix al mateix apòstol Sant Pere, que deixaria la jove església al seu deixeble  sant Pancraç, qui més tard es va traslladar a Sicília, sofrint el martiri a Taormina. Segons l'abad Vincenzo D'Avino, Sant Pere hauria arribat a Itàlia desembarcant al port de Gallipoli amb els seus deixebles i fidels provinent d'Antioquia, cap a l'any 42 o 43, sota el regnat de Claudi. Com a testimoni del pas del Príncep dels Apòstols es va construir l'església de Sant Pere del Samari al territori diocesà, on es creu que Sant Pere va batejar els primers creients; un altre edifici religiós va ser San Pietro "cucurizzutu" (causa de la forma piramidal de la cúpula), registrada en la visita pastoral de Mons. Pellegro Cibo.
Gallipoli, com moltes ciutats a la Pulla, com a primer bisbe va tenir un deixeble de Sant Pere. A la veïna Alezio existia al segle xvi, una capella dedicada al primer bisbe, que estava flanquejat per un pou les aigües del qual eren venerades com a miraculoses i prodigioses, perquè Pancraç havia batejat conversos fidels a Crist. Als quatre costats del pou es podia llegir la següent inscripció: P.C.A.D. (Pancratio Callipolitano Antistiti Dicatum = Dedicat a Pancraç primer bisbe Gallipolità).
El bisbe Capece va voler fer immortal la historicitat i l'autenticitat del bisbe Pancras comissionant una obra a Gian Domenico Catalano (avui a la sagristia del santuari de della Lizza a Gallipoli).
No es tenen les fonts històriques que mostren el nom del Papa que va elevar Gallipoli a seu episcopal; Ferdinando Ughelli va escriure en el Volum IX de la seva principal obra "Italia Sacra" que vetustissimus Callipolitanus Episcopatus est. És cert, però, que la diòcesi de Gallipoli és anterior a l'època del Papa Gregori I. El primer bisbe històricament testificat i àmpliament acceptat pels historiadors és Domenico, que va firmar un decret del Papa Vigili al 551 contra Teodoro, arquebisbe monofisita de Cesarea.

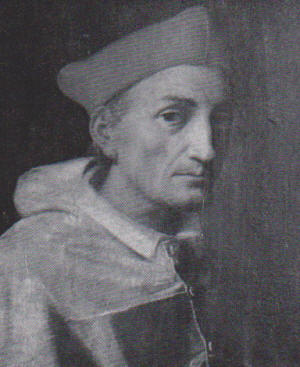
Francesco Armellini Pantalassi de' Medici, administrador apostòlic de Gallipoli (1513 - 1518)

L'acadèmic i historiador Giorgio Otranto, a la seva obra "Italia meridionale e Puglia paleocristiane: saggi storici", va dir la diòcesi es remunta fins i tot a principis del segle v o finals del IV; Gallipoli cert és que, cap al final del segle vi, era una seu episcopal llatina.
Fins al segle viii va ser una diòcesi immediatament subjecta a la Santa Seu. Més tard del segle viii al xi la diòcesi salentina gravità en l'òrbita del Patriarcat de Constantinoble, fins a la conquesta normanda de la regió. En l'època romana d'Orient, Gallipoli era sufragània de l'arxidiòcesi de Santa Severina, com ho demostra la Notitia Episcopatuum atribuïda a l'emperador romà d'Orient Lleó VI (886-912), que data de principis del segle x.
Durant un temps comprenia nombrosos territoris com Nardò, Copertino, Galatone, Seclì, Noha, Neviano, Tuglie, Parabita, Alliste, Felline, Taviano o Casarano. Per confirmar la hipòtesi que Nardò en va formar part, hi ha un breu document enviat per Climent VI a Avinyó en 1348.
El capítol dels canonges de la catedral de Gallipoli trià els bisbes fins al segle xiv, però hi havia molts problemes que van néixer entre els electors i els elegits. Climent V va ser el primer pontífex romà que va proporcionar l'elecció de bisbes gal·lipolitans.
Després dels canvis polítics al Salento, just després del sínode de Melfi del 1067, Gallipoli es va convertir en sufragània de l'arxidiòcesi d'Otranto. El ritu llatí va prevaldre a la diòcesi només gradualment: en data tan tardana com el segle xvi, la catedral estava oficiada per sacerdots de ritu bizantí.
Es va mantenir el ritu bizantí fins a 1513 a causa de la presència de monjos basilians que es va refugiar a Gallipoli per escapar de les persecucions iconoclastes. En record d'aquesta antiga tradició de ritu grec observada a la diòcesi, durant la solemne pontifical de Santa Àgueda presidida pel bisbe, l'Evangeli es proclama en grec pel canonge del capítol de la catedral.
La Diòcesi de Gallipoli, amb l'arribada dels normands, com testimonia un document datat el 1172, va haver de cedir part del seu territori a la veïna Abadia de Sancta Maria de Nérito.

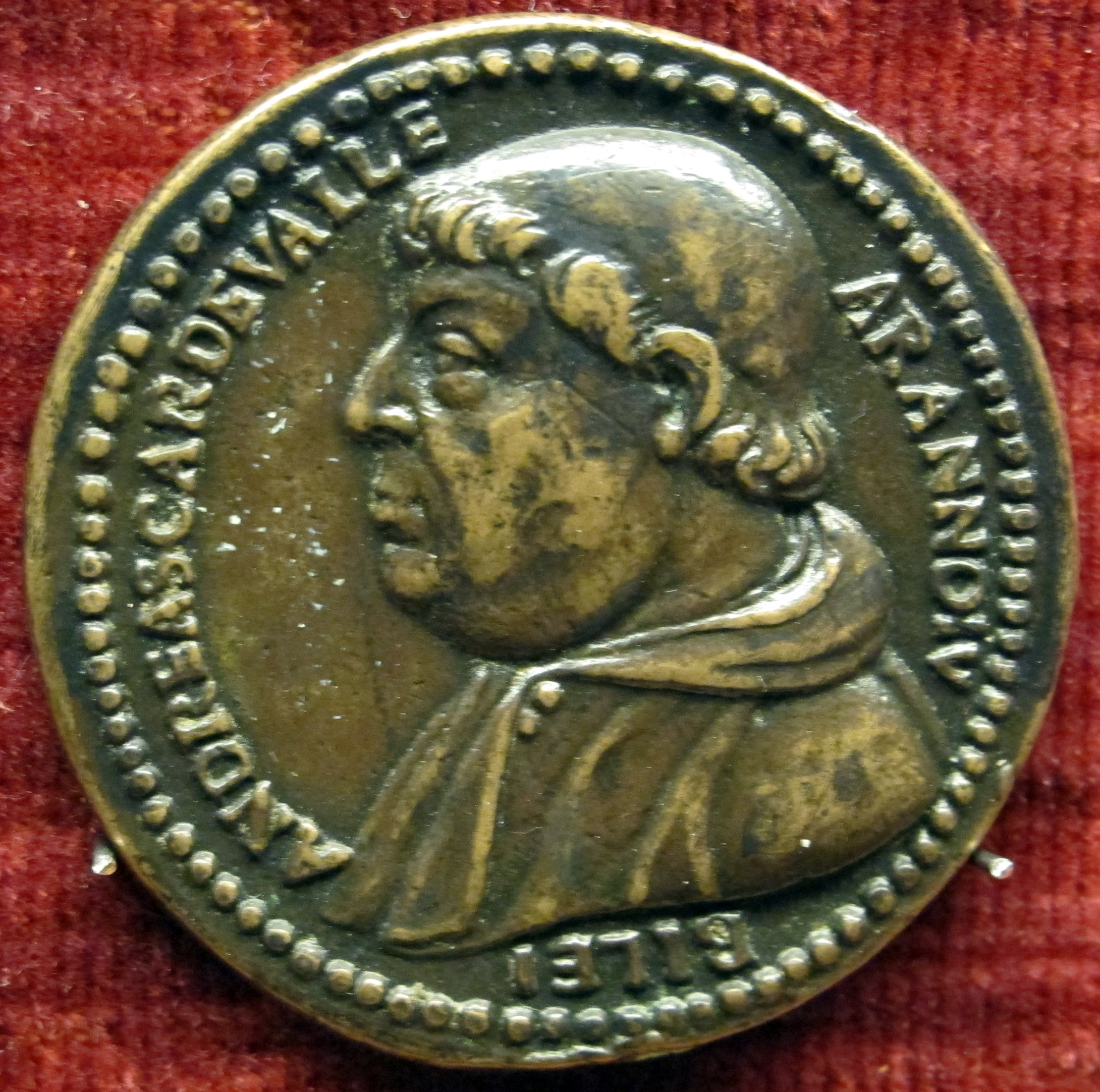
El cardenal Andrea della Valle, administrador apostòlic de Gallipoli (1518 - 1524)

És cert que la diòcesi gal·lipolitana va generar figures religioses importants i ben conegudes: alguns bisbes van ser elevats a la dignitat cardenalícia com Conrado de Sabina, el Cardenal Camarlenc Francesco Armellini Pantalassi de' Medici i Andrea della Valle; el bisbe Alessio Zelodano va ser cridat pel Papa Juli II com a secretari oficial, sent reconegut la seva gran preparació teològica i filosòfica; el cardenal Vincenzo Orsini, arquebisbe de Benevent i posteriorment triat com a Papa Benet XIII era un comendador de l'Abadia de Sant Mauro. Felip V d'Espanya reclamà a la seva cort l'arquebisbe gal·lipolità Antonio María Piscatori, sent nomenant Predicador de la Cort, Qualificador del Tribunal de la Santa Inquisició, Teòleg i examinador de la Nunciatura Apostòlica del Regne d'Espanya.

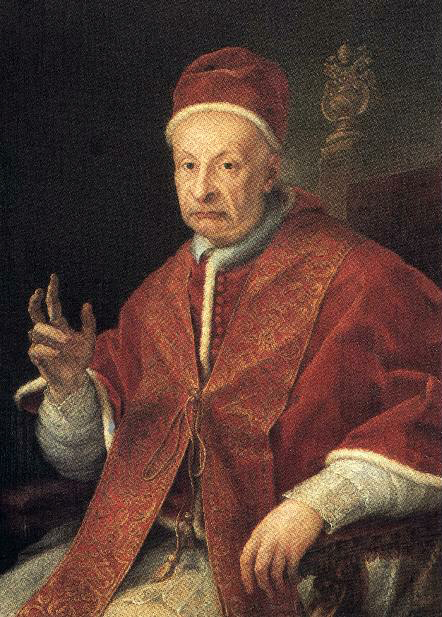
El Papa Benet XIII (1650 - 1730)

La diòcesi genera molts bisbes incloent: Filippo Gorgoni (bisbe d'Ugento), Antonio Camaldari (bisbe de Montepeloso), Fra Ludovico Bevilacqua (bisbe de Catellammare), Fra Domenico Stradiotti (bisbe de Castro), Giovanni Carlo Coppola (abat i bisbe de Muro Lucano), l'Abat Ercole Coppola (bisbe de Nicotera), Guglielmo Camaldari (arquebisbe de Rossano) o Filippo D'Aprile (bisbe de Teano i després traslladat a la seu de Melfi i Rapolla).
El 47è bisbe de Gallipoli Consalvo de Roda, per la seva vida austera i digna d'elogi, es va proposar com a model per a tots els nous bisbes pel Papa Urbà VIII, qui afirmava sovint: «Speculatevi en el Sant Prelat de Gallipoli».
Segons el professor Antonio Barbino, aquests bisbes han ajudat a fer de «l'antiga diòcesi gal·lipolina una de les més importants d'Itàlia», a més de ser una de les més antigues.

### Diòcesi de Nardò

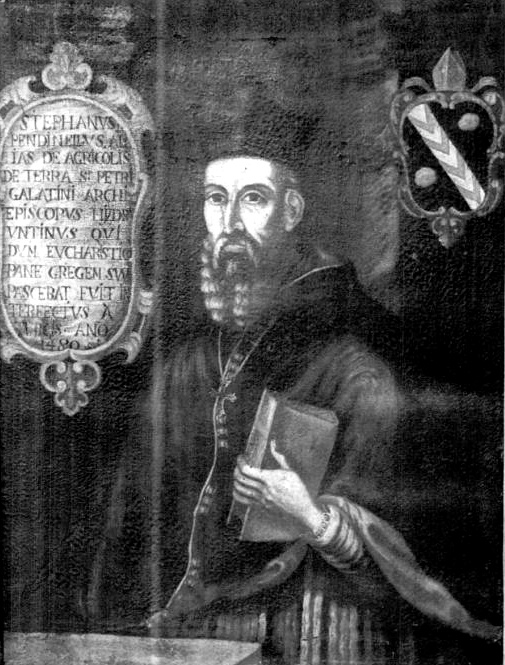
Stefano Argercolo Pendinelli, bisbe de Nardò (1436 - 1451)

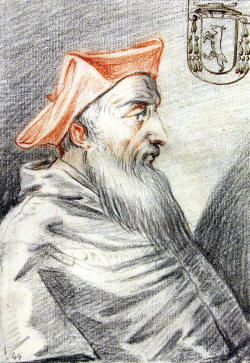
Giovanni Domenico De Cupis, bisbe de Nardò (1532 - 1536)

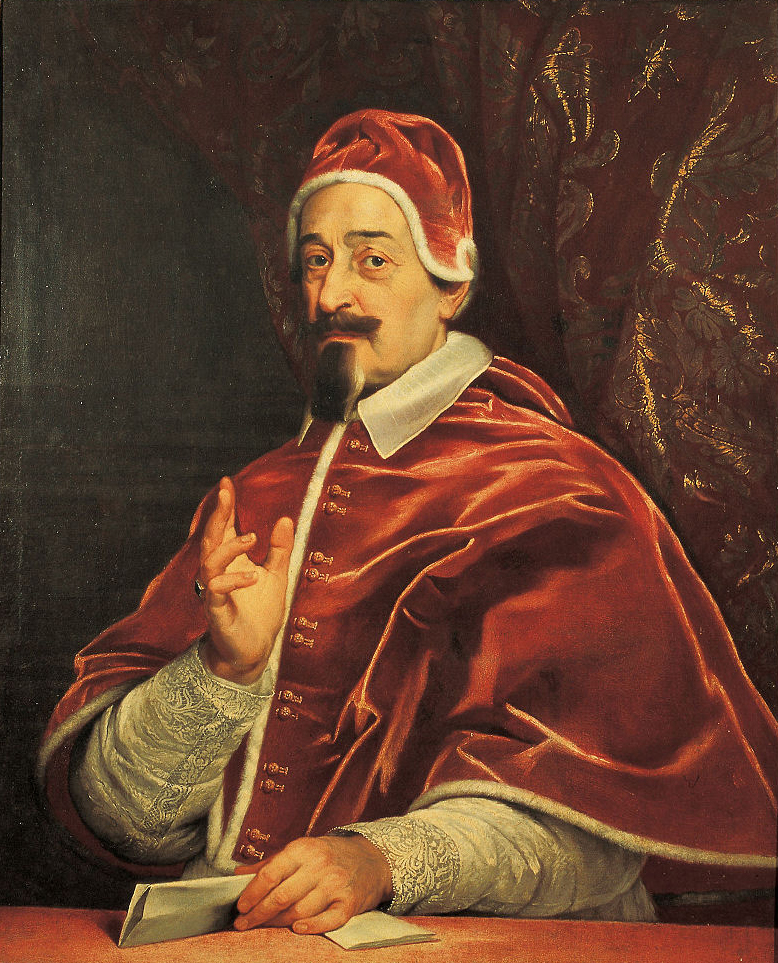
Papa Alexandre VII, nat Fabio Chigi, bisbe de Nardò (1635 - 1652)

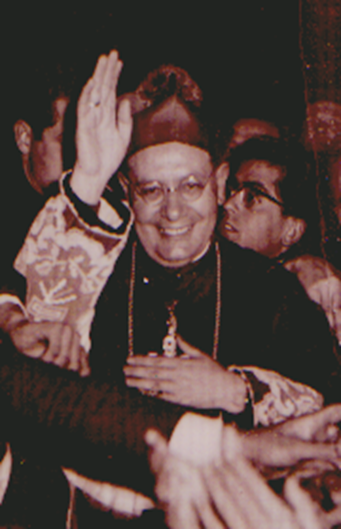
Francesco Minerva, bisbe de Nardò (1948 - 1950)

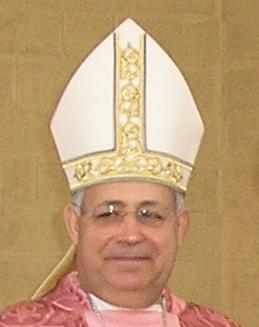
Domenico Caliandro, bisbe de Nardò-Gallipoli (2000 - 2012)

Més jove és la diòcesi de Nardo, ciutat elevada a seu episcopal en 1413. No obstant això en els últims anys s'han plantejat hipòtesis arriscades que podrien datar de la data de la fundació de la diòcesi al segle viii, és a dir, dos segles després del naixement de la diòcesi de Gallipoli; l'historiador Elio Gallipoli Pindinelli nega oficialment aquesta hipòtesi, atribuint l'origen a un falsificador conegut de l'època de la Il·lustració, Pietro Polidori.
Una publicació recent treu a la llum la notícia que la diòcesi es va establir gràcies als favors de l'antipapa Climent VII en 1387.
És probable que Nardó ja fos una diòcesi en els primers segles de l'era cristiana. De fet hi ha una carta apostòlica, dubtosa, del Papa Pau I, del 761 o el 762, enviada a la diòcesi, per posar fi a l'elecció de l'ordinari; amb aquest document es disposava, també, de la creació d'una comunitat d'arximandrites basilians, que havien estat víctimes de la persecució de Constantí V. D'aquesta tradició el bisbe Girolamo De Franchis fa referència a la documentació relativa a la visita pastoral de 1612, quan esmenta algunes cartes apostòliques dels segles V i VI en la custòdia de l'arxidiòcesi de Brindisi. Les empremtes gregues de la diòcesi neretina mostra, al voltant dels ornaments sagrats, en les visites pastorals del segle xv.
En canvi està documentada la construcció de Nardò, a partir del 1090, a la seu d'abadia territorial benedictina. Donacions, llegats, privilegis i concessions a favor dels abats, van contribuir a l'aspecte territorial de la diòcesi de Nardò. Històricament sembla incert, però, l'existència d'una diòcesi, abans d'advocar per la seva erecció, per part de Giovanni De Epifanis a l'antipapa Joan XXIII. Pròpiament De Epifanis es converteix el 12 de gener de 1413 en el primer bisbe de Nardò. No obstant això, ja durant el cisma d'Avinyó Nardò va tenir un bisbe, l'abat Matteo, nomenat per l'antipapa Climent VII el 28 de juny de 1387.
El 27 de febrer de 1674 va ser erigit pel bisbe Tommaso Brancaccio el seminari diocesà de Nardò, dedicat a Sant Felip Neri, situat, fins a 1964, al costat de l'episcopi. A aquest institut es van combinar per donar vitalitat i lluminositat bisbes Orazio Fortunato, Antonio Sanfelice, Carmine Fimiani, Luigi Vetta, Michele Mautone i Francesco Minerva. Mentre que posava la primera pedra de la seu, situada a la Via Incoronata, va ocórrer el 31 de maig de 1960, sota l'episcopat de Corrado Ursi. El complex va ser inaugurat el 7 de maig de 1964 pel seu successor, Antonio Rosario Mennonna. L'edifici, a instàncies del bisbe Aldo Garzia, va ser renovat i reobert el 8 de desembre de 1993. El seminari és també la llar de l'Institut de Ciències Religioses. Al mateix edifici, amb la decisió del Concili presbiteral del 25 d'octubre de 2011, es va construir per allotjar també la Llar diocesana del Clergat diocesà, equipada per rebre els sacerdots ancians o malalts.
Fabio Chigi, anteriorment bisbe de Nardò, va ser triat el 7 d'abril de 1655, el tron papal amb el nom d'Alexandre VII.

### Diòcesi de Nardò-Gallipoli
Fins al 20 d'octubre de 1980, data de l'erecció de la província eclesiàstica de l'arxidiòcesi de Lecce, la diòcesi de Nardo estava immediatament subjecta a la Santa Seu, mentre que la seu de Gallipoli era sufragània de l'arxidiòcesi d'Otranto.
El 30 de setembre de 1983 Aldo Garzia, bisbe de Gallipoli i coadjutor d'Antonio Rosario Mennonna, es va convertir en bisbe de Nardo successió, unint així in persona episcopi les dues diòcesis.
El mateix bisbe, el 20 de febrer de 1984, va erigir el Centre Diocesà de Béns Culturals, que inclou l'Arxiu Històric i la Biblioteca "Antonio Sanfelice", fundada el 1721. Aquest centre, per la consistència del patrimoni arxivístic, va ser considerat pel President de la Regió de la Pulla, per decret de 10 de maig de 1984 i de 21 de maig de 1985, d'"interès històric local".
El 30 de setembre de 1986, amb el decret Instantibus votis de la Congregació per als Bisbes, les dues seus de Nardo i Gallipoli es van unir en unió plena i la nova circumscripció eclesiàstica assumí el seu actual nom. Aquesta mesura va deixar a l'opinió pública desconcertada, especialment a Gallipoli, una ciutat que, tot i comptar amb segles d'història religiosa, van veure's degradats i de facto unificada a Nardò.
Més tard va cedir els pobles de Collemeto, Noha i Santa Barbara (Galatina), del municipi d'Òtranto, a l'arxidiòcesi d'Otranto.
El 12 de juliol de 2004 es va inaugurar el Museu Diocesà de Gallipoli, ubicat a les instal·lacions de l'antic seminari, d'estil barroc entre 1651 i 1660 per iniciativa dels prelats Serafino Brancone (Branconi) i Ignazio Savastano, per tal de donar valor a molts objectes, més de 500, que pertanyien a l'antiga diòcesi de Gal·lipoli. És a dir: Paper maixé, busts, calzes i obres pictòriques. De fet, la diòcesi tot i ser una de les més petites de la regió, resultava estar entre les més riques. El projecte de la institució del museu va ser del bisbe Aldo Garzia. Van completar la iniciativa els successors iniciativa Vittorio Fusco i Domenico Caliandro.

#### Critiques sobre la unió
Després de la fusió de les dues diòcesis no falten les crítiques de la gent de gal·lipolità. L'ambient era tan tensa que es va parlar d'una veritable "guerra freda" entre la Cúria i els fidels. Quan en 2013 a Nardò es va celebrar el sisè centenari de la diòcesi, les crítiques no es van haver d'esperar: els 600 anys s'han definit un "engany", ja que la diòcesi va ser creada per la fusió amb un decret de la Congregació de bisbes. L'arxiver de l'antiga diòcesi de Gallipoli va dir molt bé: «d'acord amb la memòria històrica de la ciutat, la diòcesi va ser fundada al segle i, amb el nomenament de Pancraç, un deixeble de Pere. Si voleu limitar-nos a una notícia, però, es va documentar la presència de Dominicus, bisbe de Gallipoli en el Concili de Constantinoble, que va signar el document final, com resulta de les actes conciliars.» El bisbe Vittorio Fusco va calmar els ànims en ser enterrat a la catedral de Gallipoli, això va resultar ser una elecció de la gran 
 històric, cultural i religiosa. L'actual pastor Fernando Filograna en diverses ocasions, fins i tot en la primera celebració, va expressar la igualtat entre les dues realitats urbanes, sense relació de superioritat o subordinació que indiqués que "Gallipoli no és segon a Nardo".

## Abaciologi i episcopologi
Abats de Nardò
- Giurdaimo † (? - 1092)
- Everardo † (1092 - 1106)
- Tustaine (Tristano) † (1106 - 1122)
- Benedetto † (1122 - 1132)
- Baldarico † (1132 - 1149)
- Federico † (? - 1170)
- Pagano † (1170 - 1191)
- Innocenzo † (1191 - 1210)
- Paolo † (1210 - 1226)
- Aymerico † (? - ?)
- Loffredo † (1226 - 1256)
- Ruggero † (1254 - 1285)
- Desiderio † (1285 - 1297)
- Giovanni † (? - 1307)
- Stefano † (1307 - 1324)
- Bartolomeo † (1324 - 1351)
- Azzolino De Nestore † (1351 - 1355)
- Pietro † (1355 - 1362)
- Guglielmo † (1362 - 1396)
- Antonio da Perugia † (? - 1406)
- Desiderio † (1406 - 1412)
- Giovanni De Epifanis, O.S.B. † (1412 - 12 de gener de 1413 nomenat bisbe de Nardò)

Bisbes de Nardò
- Giovanni De Epifanis, O.S.B. † (12 de gener de 1413 - 1423 renuncià)
- Giovanni Barella, O.F.M. † (19 de febrer de 1423 - de desembre de 1435 mort)
- Stefano Argercolo Pendinelli † (8 de febrer de 1436 - 16 de juny de 1451 nomenat arquebisbe d'Otranto)
- Ludovico de Pennis † (16 de juny de 1451 - de gener de 1483 mort)
- Ludovico Giustino † (31 de gener de 1483 - 1492 mort)
- Gabriele Setario † (12 de desembre de 1491 - 27 d'octubre de 1507 nomenat bisbe d'Avellino)
- Antonio De Caro † (27 d'octubre de 1507 - 1517 mort)
  - Luigi d'Aragona † (17 de juny de 1517 - 21 de gener de 1519 mort) (administrador apostòlic)
  - Marco Cornaro † (24 de gener de 1519 - 20 de febrer de 1521 renuncià) (administrador apostòlic)
  - Giacomo Antonio Acquaviva † (20 de febrer de 1521 - 1531 renuncià) (bisbe electe)
- Giovanni Domenico De Cupis † (15 de gener de 1532 - 22 de maig de 1536 renuncià)
- Giovanni Battista Acquaviva † (22 de maig de 1536 - 1569 mort)
- Ambrogio Salvio, O.P. † (26 d'agost de 1569 - 9 de febrer de 1577 mort)
- Cesare Bovio † (15 d'abril de 1577 - 17 de gener de 1583 mort)
- Fabio Fornari † (9 de març de 1583 - 20 de febrer de 1596 mort)
- Lelio Landi † (9 de setembre de 1596 - 24 de novembre de 1610 mort)
- Luigi de Franchis, C.R. † (24 de gener de 1611 - 17 de juliol de 1615 mort)
- Girolamo de Franchis † (13 de novembre de 1617 - 27 de novembre de 1634 nomenat arquebisbe de Càpua)
- Fabio Chigi † (8 de gener de 1635 - 19 de febrer de 1652 renuncià, posteriorment elegit papa amb el nom d'Alexandre VII)
- Calanio della Ciaja † (1 de juliol de 1652 - de desembre de 1654 mort)
- Geronimo de Coris † (6 de març de 1656 - 17 de juny de 1669 nomenat bisbe de Sovana)
- Tommaso Brancaccio † (19 d'agost de 1669 - 29 d'abril de 1677 mort)
- Orazio Fortunato † (10 de gener de 1678 - 23 de juliol de 1707 mort)
- Antonio Sanfelice † (28 de novembre de 1707 - 1 de gener de 1736 mort)
- Francesco Carafa † (11 d'abril de 1736 - 1 de juliol de 1754 mort)
- Marco Aurelio Petruccelli † (16 de desembre de 1754 - 18 de novembre de 1781 mort)
  - Sede vacante (1781-1792)
- Carmine Fimiani † (27 de febrer de 1792 - 1800 mort)
  - Sede vacante (1800-1819)
- Leopoldo Corigliano † (4 de juny de 1819 - 15 de desembre de 1824 renuncià)
- Salvatore Lettieri † (27 de juny de 1825 - 6 d'octubre de 1839 mort)
- Angelo Filipponi † (27 de gener de 1842 - 16 d'agost de 1845 renuncià)
- Ferdinando Girardi, C.M. † (21 de desembre de 1846 - 11 de setembre de 1848 nomenat bisbe de Sessa Aurunca)
- Luigi Vetta † (20 d'abril de 1849 - 10 de febrer de 1873 mort)
- Salvatore Nappi † (22 de desembre de 1873 - 23 de juny de 1876 renuncià)
- Michele Mautone † (18 de desembre de 1876 - 17 de febrer de 1888 mort)
- Giuseppe Ricciardi † (1 de juny de 1888 - 18 de juny de 1908 mort)
- Nicola Giannattasio † (30 de novembre de 1908 - 24 de juny de 1926 renuncià)[31]
- Gaetano Müller † (13 d'agost de 1927 - 7 de febrer de 1935 mort)
- Nicola Colangelo † (16 de desembre de 1935 - 27 de juny de 1937 mort)
- Gennaro Fenizia † (17 d'agost de 1938 - 21 de juliol de 1948 nomenat bisbe de Cava e Sarno)
- Francesco Minerva † (16 de setembre de 1948 - 17 de desembre de 1950 nomenat bisbe de Lecce)
- Corrado Ursi † (31 de juliol de 1951 - 30 de novembre de 1961 nomenat arquebisbe d'Acerenza)
- Antonio Rosario Mennonna † (22 de febrer de 1962 - 30 de setembre de 1983 jubilat)
- Aldo Garzia † (30 de setembre de 1983 succeduto - 30 de setembre de 1986 nomenat bisbe de Nardò-Gallipoli)

Bisbes de Gallipoli
- Benedetto †[32]
- Domenico † (citat el 551)
- Giovanni I † (inicis del 593 - vers novembre de 595 mort)
- Sabino o Sabiniano † (citat el 599)
- Giovanni II † (citat el 649)
- Mechisedech? † (citat el 787)
- Paolo I † (citat el 1081 aproximadament)
- Baldrico † (citat el 1105)
- Teodoro † (1158 - 1173)
- Pietro Galeta † (? - 1177)
  - Corrado di Wittelsbach † (citat el 1179) (administrador apostòlic)
- Coconda? † (en temps del Papa Celestí III)
- Anonimo † (citat el 1215)
- Gregorio † (1271 - 1325 mort)
  - Goffredo † (1325 - 1327) (bisbe electe)
- Milezio, O.S.B.I. † (30 d'octubre de 1329 - 1330)
- Paolo II, O.S.B.I. † (15 d'octubre de 1331 - ?)
- Pietro † (citat el 1348)
- Domenico † (? mort)
- Ugolino † (12 d'octubre de 1379 - ? mort)
- Giovanni di Nardò, O.F.M. † (1 de juny de 1383 - 24 de gener de 1396 nomenat bisbe de Lacedonia)[33]
- Guglielmo di Nardò, O.F.M. † (24 de gener de 1396 - ? mort)
- Guglielmo De Fonte † (1412 - 1420)[34]
- Angelo Corpo Santo, O.P. † (13 d'agost de 1421 - ? mort)
- Donato da Brindisi, O.F.M. † (4 de febrer de 1424 - 1443 mort)
- Antonio de Neotero, O.F.M. † (20 de març de 1443 - 23 de juliol de 1445 nomenat bisbe de Mottola)
- Pietro † (30 de juliol de 1445 - ? mort)
- Antonio de Joannetto, O.F.M. † (8 d'octubre de 1451 - ?)[35]
- Ludovico Spinelli † (17 d'abril de 1458 - 1487)[36]
- Alfonso Spinelli † (? - 1493 mort)
- Francesco † (1494 - ?)
- Alessio Celadoni † (12 de desembre de 1494 - 7 de juny de 1508 nomenat bisbe de Molfetta)
- Enrico d'Aragona † (6 d'agost de 1508 - 24 d'agost de 1509 mort)
  - Francesc de Remolins i Pardines † (9 de setembre de 1513 - 5 de febrer de 1518 mort) (administrador apostòlic)
  - Andrea della Valle † (18 de febrer de 1518 - 17 d'octubre de 1524 renuncià) (administrador apostòlic)
- Jerónimo Muñoz, O.S.B.I. † (17 d'octubre de 1524 - 1529 renuncià)
- Federico Petrucci † (27 d'agost de 1529 - 1536 mort)
- Pellegrino Cibo de Turcilla † (4 d'agost de 1536 - 1540 mort)
- Giovanni Francesco Cibo † (1540 - 1575 mort)
- Alfonso Herrera, O.S.A. † (30 de juliol de 1576 - 25 de febrer de 1585 nomenat bisbe d'Ariano Irpino)
- Sebastián Quintero Ortiz † (7 de febrer de 1586 - 1595 renuncià)
- Vincenzo Capece, C.R. † (8 de gener de 1596 - 6 de desembre de 1620 mort)
- Gundisalvo De Ruenda † (23 de maig de 1622 - 1651 mort)
- Andrea Massa † (25 de setembre de 1651 - 30 de desembre de 1654 o 30 de gener de 1655 mort)
  - Andrea Martinez de Azevedo † (1655 - 1655 mort) (bisbe electe)
- Giovanni Montoja de Cardona † (9 de juny de 1659 - 9 de març de 1667 mort)
- Antonio Geremia de Bufalo, O.F.M. † (14 de maig de 1668 - 25 de setembre de 1677 mort)
- Antonio Perez della Lastra † (6 de febrer de 1679 - 14 de gener de 1700 mort)
- Oronzo Filomarini, C.R. † (28 de maig de 1700 - 5 de març de 1741 renuncià)
- Antonio Maria Pescatori, (títol personal d'arquebisbe, O.F.M.Cap. † (6 de març de 1741 - 14 de gener de 1747 mort)
- Serafino Brancone, O.S.B. † (10 d'abril de 1747 - 27 de gener de 1759 mort)
- Ignazio Savastano † (28 de maig de 1759 - 6 de setembre de 1769 mort)
- Agostino Gervasio, O.S.A. † (29 de gener de 1770 - 17 de novembre de 1784 renuncià)[37]
  - Sede vacante (1784-1792)
- Giovanni Giuseppe Dalla Croce, O.A.D. † (27 de febrer de 1792 - 13 de desembre de 1820 mort)
- Giuseppe Maria Botticelli † (19 d'abril de 1822 - 23 de juny de 1828 nomenat bisbe de Lacedonia)
- Francesco Antonio Visocchi † (2 de juliol de 1832 - 20 d'abril de 1833 mort)
- Giuseppe Maria Giove, O.F.M. † (19 de desembre de 1834 - 24 de juny de 1848 mort)
- Leonardo Moccia † (11 de desembre de 1848 - 17 d'abril de 1852 mort)
- Antonio La Scala † (27 de setembre de 1852 - 27 de setembre de 1858 nomenat bisbe de San Severo)
- Valerio Laspro † (23 de març de 1860 - 6 de maig de 1872 nomenat bisbe de Lecce)
- Aniceto Ferrante, C.O. † (21 de març de 1873 - 1878 renuncià)[38]
- Gesualdo Nicola Loschirico, O.F.M.Cap. † (12 de maig de 1879 - 27 de febrer de 1880 nomenat arquebisbe de Acerenza i Matera)
- Enrico Carfagnini, O.F.M. † (27 de febrer de 1880 - 24 de març de 1898 nomenat arquebisbe titular de Cio)
- Gaetano Müller † (20 d'agost de 1898 - 7 de febrer de 1935 mort)
- Nicola Margiotta † (16 de desembre de 1935 - 25 de setembre de 1953 nomenat arquebisbe de Bríndisi)
- Biagio d'Agostino † (14 de maig de 1954 - 24 de febrer de 1956 nomenat bisbe de Vallo della Lucania)
- Pasquale Quaremba † (20 de juny de 1956 - 15 de juny de 1982 jubilat)
- Aldo Garzia † (15 de juny de 1982 - 30 de setembre de 1986 nomenat bisbe de Nardò-Gallipoli)

Bisbes de Nardò-Gallipoli
- Aldo Garzia † (30 de setembre de 1986 - 17 de desembre de 1994 mort)
- Vittorio Fusco † (12 de setembre de 1995 - 11 de juliol de 1999 mort)
- Domenico Caliandro (13 de maig de 2000 - 20 d'octubre de 2012 nomenat arquebisbe de Bríndisi-Ostuni)
- Fernando Filograna, des del 16 de juliol de 2013

## Cardenals i bisbes originaris de la diòcesi
- Alberto Tricarico, arquebisbe titular de Sistroniana, nunci apostòlic;
- Fernando Filoni, cardenal diaca de Nostra Signora di Coromoto in San Giovanni di Dio, prefecte de la Congregació per a l'Evangelització dels Pobles;
- Aldo Garzia (Parabita, 3 de maig de 1926 - Nardò, 17 de desembre de 1994), bisbe de la diòcesi;
- Gregorio Falconieri (Nardò, 19 de febrer de 1885 - Nardò, 28 de novembre de 1964), bisbe de Conversano;
- Francesco Potenza (Nardò, 20 de setembre de 1885 - Castellaneta, 11 de gener de 1958), bisbe de Castellaneta.

## Demografia
A finals del 2013, la diòcesi tenia 210.417 batejats sobre una població de 211.352 persones, equivalent 99,6% del total.
| any  | població | població | població | sacerdots | sacerdots       | sacerdots       | sacerdots             | diaques | religiosos | religiosos | parroquies |
| ---- | -------- | -------- | -------- | --------- | --------------- | --------------- | --------------------- | ------- | ---------- | ---------- | ---------- |
| any  | batejats | total    | %        | total     | clergat secular | clergat regular | batejats por sacerdot | diaques | homes      | dones      |            |
| 1950 | 140.000  | 140.000  | 100,0    | 120       | 94              | 26              | 1.166                 |         | 34         | 119        | 26         |
| 1970 | 157.625  | 157.810  | 99,9     | 126       | 101             | 25              | 1.250                 |         | 25         | 136        | 40         |
| 1980 | 170.415  | 171.208  | 99,5     | 117       | 101             | 16              | 1.456                 |         | 21         | 127        | 44         |
| 1990 | 207.000  | 208.139  | 99,5     | 146       | 124             | 22              | 1.417                 |         | 27         | 155        | 72         |
| 1999 | 210.376  | 211.596  | 99,4     | 146       | 126             | 20              | 1.440                 |         | 23         | 116        | 72         |
| 2000 | 210.515  | 211.866  | 99,4     | 146       | 129             | 17              | 1.441                 |         | 19         | 108        | 72         |
| 2001 | 210.670  | 211.735  | 99,5     | 148       | 129             | 19              | 1.423                 |         | 22         | 110        | 72         |
| 2002 | 208.829  | 209.793  | 99,5     | 146       | 130             | 16              | 1.430                 |         | 18         | 109        | 73         |
| 2003 | 209.936  | 210.704  | 99,6     | 141       | 125             | 16              | 1.488                 |         | 21         | 109        | 73         |
| 2004 | 204.093  | 206.071  | 99,0     | 138       | 123             | 15              | 1.478                 |         | 18         | 109        | 72         |
| 2013 | 210.417  | 211.352  | 99,6     | 142       | 124             | 18              | 1.481                 | 14      | 24         | 110        | 66         |